# ایروین لاچمن
ایروین لاچمن (انگلیسی: Irwin Lachman؛ زادهٔ ۲ اوت ۱۹۳۰) مهندس اهل ایالات متحده آمریکا است.
وی همچنین برندهٔ جوایزی همچون مدال ملی فناوری و نوآوری شده‌است.